# Mike Woodson
Michael Dean Woodson, detto Mike (Indianapolis, 24 marzo 1958), è un allenatore di pallacanestro ed ex cestista statunitense, professionista nella NBA.

## Carriera
Venne selezionato dai New York Knicks al primo giro del Draft NBA 1980 (12ª scelta assoluta).

## Statistiche

### College
| Anno       | Squadra          | PG  | PT | MP   | TC%  | 3P% | TL%  | RP  | AP  | PRP | SP  | PP   |
| ---------- | ---------------- | --- | -- | ---- | ---- | --- | ---- | --- | --- | --- | --- | ---- |
| 1976-1977  | Indiana Hoosiers | 27  | -  | 33,0 | 52,1 | -   | 79,2 | 6,7 | 1,6 | -   | -   | 18,5 |
| 1977-1978  | Indiana Hoosiers | 29  | 28 | 36,0 | 52,4 | -   | 76,9 | 5,4 | 1,4 | 1,2 | 0,8 | 19,9 |
| 1978-1979† | Indiana Hoosiers | 34  | 33 | 36,0 | 49,8 | -   | 76,3 | 5,7 | 2,9 | 1,6 | 0,4 | 21,0 |
| 1979-1980  | Indiana Hoosiers | 14  | 14 | 35,0 | 45,3 | -   | 83,5 | 3,5 | 2,6 | 1,1 | 0,6 | 19,3 |
| Carriera   | Carriera         | 104 | 75 | 35,1 | 50,5 | -   | 78,0 | 5,6 | 2,1 | -   | -   | 19,8 |

### NBA

#### Regular Season
| Anno      | Squadra             | PG  | PT  | MP   | TC%  | 3P%  | TL%  | RP  | AP  | PRP | SP  | PP   |
| --------- | ------------------- | --- | --- | ---- | ---- | ---- | ---- | --- | --- | --- | --- | ---- |
| 1980-1981 | N.Y. Knicks         | 81  | 2   | 11,7 | 44,2 | 20,0 | 76,6 | 1,2 | 0,9 | 0,4 | 0,1 | 4,7  |
| 1981-1982 | N.J. Nets           | 7   | 0   | 20,7 | 44,1 | 0,0  | 71,9 | 1,9 | 2,3 | 1,0 | 0,3 | 11,9 |
| 1981-1982 | K.C. Kings          | 76  | 74  | 28,8 | 50,7 | 29,2 | 78,0 | 3,1 | 2,7 | 1,8 | 0,4 | 16,1 |
| 1982-1983 | K.C. Kings          | 81  | 3   | 30,0 | 50,6 | 21,2 | 79,0 | 3,1 | 3,1 | 1,7 | 0,7 | 18,2 |
| 1983-1984 | K.C. Kings          | 71  | 12  | 25,9 | 47,7 | 25,0 | 81,8 | 2,5 | 2,5 | 1,2 | 0,4 | 14,5 |
| 1984-1985 | K.C. Kings          | 78  | 3   | 25,6 | 49,6 | 23,8 | 80,0 | 2,5 | 1,8 | 1,5 | 0,4 | 17,0 |
| 1985-1986 | Sacramento Kings    | 81  | 51  | 29,8 | 47,5 | 15,4 | 83,7 | 2,8 | 2,4 | 1,1 | 0,5 | 15,6 |
| 1986-1987 | L.A. Clippers       | 74  | 66  | 28,7 | 43,7 | 27,6 | 82,8 | 2,2 | 2,6 | 1,4 | 0,2 | 17,1 |
| 1987-1988 | L.A. Clippers       | 80  | 77  | 31,7 | 44,5 | 23,1 | 86,8 | 2,4 | 3,4 | 1,4 | 0,3 | 18,0 |
| 1988-1989 | Houston Rockets     | 81  | 79  | 27,9 | 43,8 | 34,8 | 82,3 | 2,4 | 2,5 | 1,1 | 0,2 | 12,9 |
| 1989-1990 | Houston Rockets     | 61  | 11  | 15,9 | 39,5 | 29,3 | 72,1 | 1,4 | 1,1 | 0,7 | 0,2 | 6,5  |
| 1990-1991 | Houston Rockets     | 11  | 3   | 11,4 | 38,9 | 16,7 | 83,3 | 1,0 | 0,9 | 0,5 | 0,4 | 4,8  |
| 1990-1991 | Cleveland Cavaliers | 4   | 0   | 11,5 | 21,7 | 0,0  | 100  | 0,5 | 1,3 | 0,0 | 0,3 | 2,8  |
| Carriera  | Carriera            | 786 | 381 | 25,5 | 46,6 | 27,1 | 81,3 | 2,3 | 2,3 | 1,2 | 0,3 | 14,0 |

#### Playoffs
| Anno     | Squadra          | PG | PT | MP   | TC%  | 3P%  | TL%  | RP  | AP  | PRP | SP  | PP   |
| -------- | ---------------- | -- | -- | ---- | ---- | ---- | ---- | --- | --- | --- | --- | ---- |
| 1981     | N.Y. Knicks      | 2  | -  | 4,0  | 33,3 | -    | 100  | 1,0 | 0,0 | 0,0 | 0,0 | 2,0  |
| 1984     | K.C. Kings       | 3  | -  | 29,0 | 40,9 | 0,0  | 86,7 | 2,7 | 3,0 | 0,7 | 0,0 | 16,3 |
| 1986     | Sacramento Kings | 3  | 3  | 36,7 | 44,9 | 0,0  | 100  | 3,7 | 1,7 | 1,3 | 0,7 | 18,7 |
| 1989     | Houston Rockets  | 4  | 4  | 34,3 | 34,7 | 33,3 | 83,3 | 2,3 | 4,5 | 1,0 | 0,5 | 11,8 |
| 1990     | Houston Rockets  | 1  | 0  | 6,0  | 33,3 | 0,0  | -    | 0,0 | 2,0 | 0,0 | 0,0 | 2,0  |
| Carriera | Carriera         | 13 | 7  | 26,8 | 39,9 | 23,1 | 90,2 | 2,3 | 2,6 | 0,8 | 0,3 | 12,2 |

## Palmarès

### Giocatore
- Campione NIT (1979)